# Sommauthe
Sommauthe település Franciaországban, Ardennes megyében. Lakosainak száma 131 fő (2022. január 1.). Sommauthe Beaumont-en-Argonne, Saint-Pierremont és Vaux-en-Dieulet községekkel határos.

## Népesség
A település népessége az elmúlt években az alábbi módon változott:
| Lakosok száma | 178  | 157  | 138  | 114  | 118  | 115  | 114  | 123  | 128  | 131  |
|               | 1968 | 1982 | 1990 | 2006 | 2013 | 2015 | 2017 | 2019 | 2020 | 2022 |